# Kanton Montrouge
Kanton Montrouge (fr. Canton de Montrouge) je francouzský kanton v departementu Hauts-de-Seine v regionu Île-de-France. Tvoří ho pouze město Montrouge.